# Schijnhuwelijk
Van een schijnhuwelijk is sprake wanneer bij het aangaan van een huwelijk uit economische, zakelijke of emotionele overwegingen de beide partijen niet aan de verplichtingen hebben voldaan (of van plan zijn te voldoen) die de wet aan een huwelijk stelt, bijvoorbeeld als het huwelijk uitsluitend wordt voltrokken om iemand een bepaalde nationaliteit te bezorgen.
Het verschil met een verstandshuwelijk is dat bij een verstandshuwelijk beide partners in zekere zin wel een 'echt' huwelijk willen, maar dat er een ander primair motief is dan (wederzijdse) liefde. Een schijnhuwelijk is een puur zakelijke aangelegenheid, waarin beide partners hooguit bij elkaar wonen om de schijn op te houden, ieder hun eigen leven leiden, en geen seksueel contact hebben.
Hoewel het bemachtigen van een verblijfsvergunning of nationaliteit de meest voor de hand liggende en meest voorkomende achterliggende motivatie is, kunnen er ook andere redenen meespelen. Er bestaan schijnhuwelijken waarin de partners met wederzijdse instemming de homoseksuele geaardheid van een of zelfs beide partners door het huwelijk proberen te verbloemen, bijvoorbeeld tegenover traditioneel ingestelde ouders. In Engelstalige landen spreekt men van een 'lavender marriage' (lavendelhuwelijk). Een ander motief kan liggen in de bescherming van een van de partijen. In en voor de Tweede Wereldoorlog werden dit soort huwelijken weleens gesloten tussen Joden en invloedrijke niet-Joden, om zo de Joden tegen vervolging te beschermen. Ten slotte is het ook mogelijk dat men enkel trouwt om juridische of belastingtechnische voordelen te kunnen behalen. Een voorbeeld is dat van de man die dodelijk ziek is en een goed salaris heeft, die trouwt met zijn gehandicapte buurvrouw, zodat de buurvrouw van het weduwenpensioen kan genieten.
Een huwelijk dat een schijnhuwelijk met onwettige doelen blijkt te zijn, kan door de rechter ontbonden worden als bewezen is dat het om een schijnhuwelijk gaat.

## Situatie in Nederland
Sommige Nederlanders trouwen met een buitenlandse bruid(egom) zodat deze in Nederland kan blijven wonen, en eventueel na drie jaar een naturalisatieproces kan starten. Voor beide partijen zit er dus een voordeel in, de Nederlander krijg vaak een financiële vergoeding omdat hij / zij zich beschikbaar stelt en de buitenlander kan in Nederland blijven of er komen wonen, wat anders niet zou kunnen. Dit fenomeen doet zich ook in andere landen voor. De procedures voor het verkrijgen van een verblijfsvergunning voor de partner proberen dit echter zoveel mogelijk te voorkomen.
De laatste jaren treden de IND en de vreemdelingenpolitie streng op tegen schijnhuwelijken, al is het soms wel moeilijk te bewijzen. Dit strenge optreden heeft alles te maken met het aangescherpte asielbeleid. Het is overigens in Nederland en veel andere landen beslist niet zo dat men door huwelijk met een onderdaan van die staat ook direct de nationaliteit van de staat verkrijgt. In Nederland zal de Nederlander die met een niet-EU-burger wil trouwen en in Nederland wonen bijvoorbeeld aan een reeks inkomens- en vermogenseisen moeten voldoen, terwijl de buitenlander van tevoren een inburgeringscursus en -examen moet doen. Pas wanneer aan deze voorwaarden is voldaan, kan de buitenlander naar Nederland komen. Wanneer aan deze voorwaarden niet is voldaan, zal het huwelijk niet worden toegestaan en zal, indien de partners reeds getrouwd zijn, de buitenlander geen toegang tot Nederland worden verleend. Bovendien zal hij of zij door het huwelijk hooguit een (permanente) verblijfsvergunning ontvangen en zeker niet zonder meer de Nederlandse nationaliteit. De Nederlandse nationaliteit verkrijgt men pas na een naturalisatieproces.

## Situatie in België
In België zijn schijnhuwelijken verboden, meer bepaald door de wet van 2 juni 2013, een uitbreiding van eerdere wetgeving rond gedwongen huwelijken. 